# Der Lustige Krieg Marsch
Der Lustige Krieg Marsch (Marcia dall'operetta "L'allegra guerra") op.397, è una marcia di Johann Strauss (figlio).
Non solo l'operetta di Johann Strauss Der lustige Krieg (Prima al Theater an der Wien di Vienna il 25 novembre 1881) fornì al suo compositore materiale per creare il maggiore numero di opere orchestrali tratte da un'operetta, ma è la sola che ispirò Strauss per la composizione di due marce: Der Lustige Krieg-Marsch e Frisch in Feld! op. 398.
La marcia Der lustige krieg trae le sue melodie dal finale dell'atto 1° Ja eilet nur geschwind, dal finale del 2° atto Steh'n wir hier auch Kampf bereit e dal terzetto dell'atto 3° Mag urn Ruhm und urn Ehr.
Facendo una rassegna dell'operetta, il giornale satirico Hans Jörgel osservò:
(Hans Jörgel)